# 안드로이드 16
안드로이드 16(Android 16)은 안드로이드의 차기 주요 릴리스이다. 첫 개발자 미리보기는 2024년 11월 19일에 출시되었다. 첫 번째 베타는 2025년 1월 23일에 출시되었다. 구글은 최종 버전이 2025년 2분기에 출시될 것으로 예상한다.

## 역사
안드로이드 16의 내부 암호명은 "바클라바"이다. 이러한 이름 선택은 이전 안드로이드 버전의 특징이었던 디저트 테마 암호명의 전통적인 알파벳 순서에서 벗어난 것이다. "바클라바"로의 전환은 특히 안드로이드 14부터 시작된 빌드 프로세스 및 명명 규칙을 간소화한 구글의 "트렁크 스테이블 프로젝트"와 같은 최근 개발 접근 방식의 변화를 반영한다.
안드로이드 16의 첫 개발자 미리보기(DP1이라고도 함)는 2024년 11월 19일에 출시되었다. 두 번째 개발자 미리보기는 2024년 12월 18일에 출시되었다. 첫 번째 베타는 2025년 1월 23일에 출시되었으며, 두 번째 베타는 곧이어 2025년 2월 13일에 출시되었다. 2025년 3월 13일에 출시된 세 번째 베타는 플랫폼 안정성 마일스톤을 기록했다. 안드로이드 16의 네 번째이자 마지막 예정된 베타는 2025년 4월 17일에 출시되었다. 안드로이드 16은 2025년 6월 3일부터 출시될 예정이다.

## 기능
공식 릴리스 노트에 따르면 안드로이드 16에는 다음 기능이 도입될 예정이다.

### 사용자 인터페이스
안드로이드 16은 운영 체제의 머티리얼 디자인 언어에 "머티리얼 3 익스프레시브"로 브랜드화된 주요 디자인 변경을 도입하며, 애니메이션, 색상 및 블러 사용이 증가했다.

### 리눅스 터미널
안드로이드 16에서 구글은 안드로이드 15 QPR2 베타에서 처음 도입된 "리눅스 터미널" 기능을 확장하여 사용자가 장치의 가상 머신 내에서 GNU 애플리케이션을 실행할 수 있도록 했다. 이 기능은 안드로이드 가상화 프레임워크(AVF)를 사용하여 데비안 기반 환경을 생성하고 사용자가 GNU 명령 및 그래픽 애플리케이션을 실행할 수 있도록 한다. 게스트 운영 체제는 하이퍼바이저(KVM 또는 gunyah)에 의해 완전히 격리되며 자체 리눅스 커널을 사용하여 리소스를 예약한다. 특히 둠과 같은 고전 소프트웨어 실행을 지원하며, 전체 데스크톱 애플리케이션을 처리하는 기능을 보여준다. 여전히 개발 중이지만, 이러한 개선은 안드로이드 경험을 데스크톱에 더 가깝게 만들고 개발자와 고급 사용자에게 더 큰 유연성을 제공한다.

### 임베디드 사진 선택기
안드로이드 사진 선택기는 이제 구글 포토와 같은 클라우드 기반 미디어 서비스에 대한 지원을 포함한다. 사용자는 앱 간 전환 없이 클라우드 계정에 저장된 사진을 원활하게 선택할 수 있다. 또한 선택기는 로컬 콘텐츠와 함께 클라우드 앨범을 통합한다. 임베디드 선택기는 이제 화면 방향 또는 테마 변경과 같은 구성 변경에 응답할 수 있으며, 오버플로우 메뉴 및 미리보기 기능을 숨길 수 있고, 선택 바와 스낵바를 포함하며, 확장 또는 축소할 수 있다. 또한 선택기는 이제 검색 기능을 포함하여 사용자가 로컬 및 클라우드 스토리지 내에서 특정 사진과 동영상을 검색할 수 있도록 한다.

### 건강 기록
안드로이드 16은 Health Connect에서 새로운 API 집합을 통해 앱이 의료 데이터에 액세스하고 관리할 수 있도록 향상된 기능을 도입한다. 초기 개발자 미리보기에는 서로 다른 의료 시스템에서 전자의무기록을 관리하는 표준화된 방법인 Fast Healthcare Interoperability Resources (FHIR) 형식으로 의료 기록을 작성하는 지원이 포함된다. 이 기능은 현재 예방 접종 기록에 초점을 맞추고 있으며, 검사 결과, 의약품 등에 대한 지원을 확대할 계획이다. 앱은 android.permission.health.READ_MEDICAL_DATA_IMMUNIZATION 및 android.permission.health.WRITE_MEDICAL_DATA와 같은 권한을 사용하여 이 데이터와 상호 작용할 수 있으며, 명시적인 사용자 동의가 필요하다.

### 안드로이드 프라이버시 샌드박스
이 기능은 익명화된 데이터와 로컬 처리를 활용하여 사용자 프라이버시를 침해하지 않고 개인화된 콘텐츠를 제공함으로써 추적 메커니즘을 제한한다. 이러한 발전은 광고 생태계에 대한 강력한 지원을 유지하면서 변화하는 데이터 규정을 준수하도록 보장한다.

### 오디오 공유
안드로이드 16은 블루투스 LE 오디오의 Auracast 기술을 활용한다. 이를 통해 사용자는 복잡한 페어링 과정 없이 헤드폰이나 스피커와 같은 여러 블루투스 장치로 동시에 오디오를 스트리밍할 수 있다. 이 기능을 사용하려면 소스 장치와 수신 장치 모두 블루투스 LE 오디오를 지원해야 한다.

### 알림 쿨다운
안드로이드 16의 알림 쿨다운 기능은 빠른 알림 폭발로 인한 방해를 줄이는 것을 목표로 한다. 여러 알림이 짧은 시간 내에 연속적으로 수신되면 이 기능은 최대 2분 동안 알림 소리를 일시적으로 낮추고 알림을 최소화한다. 이 조정은 전화 또는 알람과 같은 우선 순위 알림에는 영향을 미치지 않으므로 사용자는 중요한 업데이트를 계속 받으면서 집중력을 유지할 수 있다. 이 기능은 신중한 알림 관리를 통해 사용자 경험을 향상시키기 위한 안드로이드 16의 광범위한 노력의 일환이다.

### 적응형 앱
다양한 장치와 화면 크기에서 원활한 기능을 보장하기 위해 안드로이드 16은 앱이 대형 화면에서 화면 방향 및 크기 조정을 제한하는 기능을 제거하고 있다. 이러한 변경은 개발자가 다양한 디스플레이 크기와 방향에 유연하게 조정되는 적응형 앱을 만들도록 장려한다. 처음에 2025년에는 600dp보다 넓은 화면을 가진 장치에서 API 레벨 36을 대상으로 하는 앱에 영향을 미치며, 옵트아웃 옵션이 제공된다. 2026년까지 이 정책은 API 레벨 37을 대상으로 하는 앱으로 확장되어 옵트아웃 조항이 제거될 것이다.

### 실시간 업데이트
안드로이드 16은 "실시간 업데이트"라는 새로운 알림 클래스를 도입하여 사용자가 중요한 진행 중인 활동을 모니터링하고 빠르게 액세스할 수 있도록 지원한다. 새로운 ProgressStyle 알림 템플릿은 실시간 업데이트에 대한 일관된 사용자 경험을 제공하여 개발자가 차량 공유, 배달 및 내비게이션과 같은 진행 상황 중심의 사용자 경험을 구축하는 데 도움을 준다. 시작, 끝, 현재 진행 상황 추적을 위한 사용자 정의 아이콘, 세그먼트 및 포인트, 사용자 경험 상태, 마일스톤 등을 지원한다.

### APV 코덱 지원
안드로이드 16은 전문가 수준의 고품질 비디오 녹화 및 후반 작업을 위해 설계된 어드밴스드 프로페셔널 비디오 (APV) 코덱에 대한 지원을 도입한다. APV 코덱 표준은 YUV 422 색상 샘플링, 10비트 인코딩 및 최대 2Gbit/s의 목표 비트레이트와 같은 기능을 제공한다. OpenAPV 프로젝트를 통해 참조 구현이 제공된다.

### 세로 텍스트 렌더링
일본어와 같이 세로 쓰기 시스템을 사용하는 언어를 더 잘 지원하기 위해 안드로이드 16은 세로로 텍스트를 렌더링하고 측정하는 하위 수준 지원을 추가한다. Paint 클래스에 VERTICAL_TEXT_FLAG라는 새로운 플래그가 추가되었다. 이 플래그가 설정되면 Paint의 텍스트 측정 API는 가로 진행 대신 세로 진행을 보고하며, Canvas는 세로로 텍스트를 그린다.

## 개발
안드로이드 16의 첫 개발자 미리보기는 2024년 11월 19일에 출시되었다. 두 번째 개발자 미리보기는 2024년 12월 18일에 출시되었다. 첫 번째 베타는 2025년 1월 23일에 출시되었다. 안드로이드 16의 최종 안정 버전은 2025년 2분기에 출시될 예정이다.
이전 버전과 달리 안드로이드 16은 연초에 더 빨리 출시될 예정이다. 특히 안드로이드 16은 두 개의 개별 SDK 릴리스를 가질 것이다. 첫 번째 SDK에는 동작 변경 사항과 새로운 API 및 기능이 포함되며, 두 번째 SDK는 주로 새로운 API 및 기능 도입에 중점을 둘 것이다. 첫 번째 SDK는 안드로이드 16의 세 번째 베타 버전과 함께 2025년 3월에 출시될 것으로 예상되며, 두 번째 SDK는 2025년 4분기에 출시될 것으로 예상된다. 구글은 이러한 변경이 앱 및 장치의 혁신을 가속화하기 위한 지속적인 노력의 일환이라고 밝혔다.
| 버전                   | 날짜             | 유형                                                                                      |
| ---------------------- | ---------------- | ----------------------------------------------------------------------------------------- |
| 16.0 개발자 미리보기 1 | 2024년 11월 19일 | 개발자 피드백에 중점을 둔 초기 기준 빌드로, 일부 새로운 기능, API 및 동작 변경 사항 포함. |
| 16.0 개발자 미리보기 2 | 2024년 12월 18일 | 추가 기능, API 및 동작 변경 사항을 포함하는 증분 업데이트.                                |
| 16.0 베타 1            | 2025년 1월 23일  | 초기 베타 품질 릴리스로, 안드로이드 베타에 등록한 얼리 어댑터에게 OTA 업데이트 제공.      |
| 16.0 베타 2            | 2025년 2월 13일  | 증분 베타 품질 릴리스.                                                                    |
| 16.0 베타 3            | 2025년 3월 13일  | 최종 API 및 동작을 포함한 첫 번째 플랫폼 안정성 마일스톤. Play 게시도 시작.               |
| 16.0 베타 4            | 2025년 4월 17일  | 최종 테스트를 위한 거의 최종 빌드.                                                        |
| 16.0 베타 4.1          | 2025년 5월 13일  | 안드로이드 16 베타 4에 대한 마이너 업데이트                                               |
| 16.0                   | 2025년 6월       | 안드로이드 16이 AOSP 및 생태계에 출시.                                                    |

## 같이 보기
- 안드로이드 버전 역사